# 日テレ系春まつり
日テレ系春まつり（にっテレけいはるまつり）は2007年3月21日に、日本テレビ系列の早朝から夕方までのワイド番組を対象とした企画の総称である。2006年10月に実施された『日テレ系秋まつり』に続く第2弾。
「卒業」をテーマにした企画や視聴者からのFAX・メールを募集した。
『日テレ系秋まつり』では100万円相当の商品をプレゼントするためのキーワードクイズがあったが、『ラジかるッ』が関東ローカル番組であることや、系列局でネットされていない番組・時間帯があり、地方の視聴者から不評だったので今回は行われなかった。

## 第1部 ズームイン!!SUPER
『ズームイン!!SUPER』（5:20 - 8:00）
- 出演：羽鳥慎一（日本テレビアナウンサー）、西尾由佳理（日本テレビアナウンサー） ほか
  - 途中ネット飛び降り：四国放送
  - 途中ネット飛び乗り：札幌テレビ、中京テレビ放送、山口放送、福岡放送
  - ネットなし：テレビ宮崎
- 終了前に『スッキリ!!』の加藤、テリー、阿部が来てそのまま接続。

## 第2部 スッキリ!!
『スッキリ!!』（8:00 - 9:55）
- 出演：加藤浩次、テリー伊藤、阿部哲子（日本テレビアナウンサー） ほか
  - ネットなし
    - フジテレビ制作『情報プレゼンター とくダネ!』ネットのため：テレビ大分、テレビ宮崎
    - テレビ朝日制作『スーパーモーニング』ネットのため：山梨放送、北日本放送、福井放送、高知放送

## 第3部 ラジかるッ
『ラジかるッ』（9:55 - 11:25）
- 出演：中山秀征、賀集利樹、宮崎宣子（日本テレビアナウンサー） ほか
  - ネットなし：日本テレビ以外全て（関東ローカルのため）。

- 司会の中山は本番組のオープニングが流れるまで、他の司会陣もニュースコーナー「DJ TERUの特だねワイド」のコーナー中で『スッキリ!!』のスタジオから『ラジかるッ』のゼロスタジオまで移動した。
- その「特だねワイド」の中で担当のDJ TERUが、自らのニュースを読んでしまうという、ちょっとしたハプニングが起きた。
- 「ラジかるッ茶論 青春リクエスト」 に『午後は○○おもいッきりテレビ』のみのもんたがゲストとして出演した。コーナー終了後みのは、『おもいッきりテレビ』のリハーサルのためゼロスタジオを後にした。
- 「ラジかるちゃー 植松晃士のおブスなファッション・モテファッション」 では、『おもいッきりテレビ』を除く日テレ系情報番組の同局アナウンサー4人をおブス斬り。モテファッションだったのが、『スッキリ!!』の阿部のみでその他のアナウンサーはおブスファッションといつもより辛口なチェックであった。
- ライブ 「彦摩呂・まちゃのまんぷくランチ 」で『ザ・ワイド』草野仁が実況として出演した。
- 『スッキリ!!』の加藤浩次は番組の後半でスケジュールの都合上のため、出演を終了し日本テレビを後にした。
- 「磁石の速報ランキング 5&5」 と 「ラジかるッセンター試験」 は休止となったが、他のコーナーは通常通り行われた。
- 終了前に中山ら司会陣（加藤を除く）が『おもいッきりテレビ』のスタジオに行き、そのまま予告に接続した。
- この日の視聴率は、同番組では過去最高の7.0%を記録した。（ビデオリサーチ関東地区調べ）

## 第4部 午後は○○おもいッきりテレビ
『午後は○○おもいッきりテレビ』（12:00 - 13:55）
- 出演：みのもんた、高橋佳代子
  - 途中ネット飛び降り：秋田放送、福井放送、山梨放送、四国放送
  - ネットなし：テレビ大分、テレビ宮崎（両局ともフジテレビ制作『笑っていいとも!』ネットのため）
- 『ラジかるッ』の中山がゲストコメンテーターで常時出演していた。

## 第5部 ザ・ワイド
『ザ・ワイド』（13:55 - 15:50）
- 出演：草野仁、森富美（日本テレビアナウンサー）
  - ネットなし：テレビ大分、テレビ宮崎（両局ともローカルセールス枠のため）